# Saint-Senoux
 Saint-Senoux  es una población y comuna francesa, situada en la región de Bretaña, departamento de Ille y Vilaine, en el distrito de Redon y cantón de Guichen.

## Demografía
| 622 | 604 | 705 | 860 | 927 | 1074 |
| Para los censos de 1962 a 1999 la población legal corresponde a la población sin duplicidades (Fuente: INSEE [Consultar]) |     |     |     |     |      |